# Batalla de les Ouleries

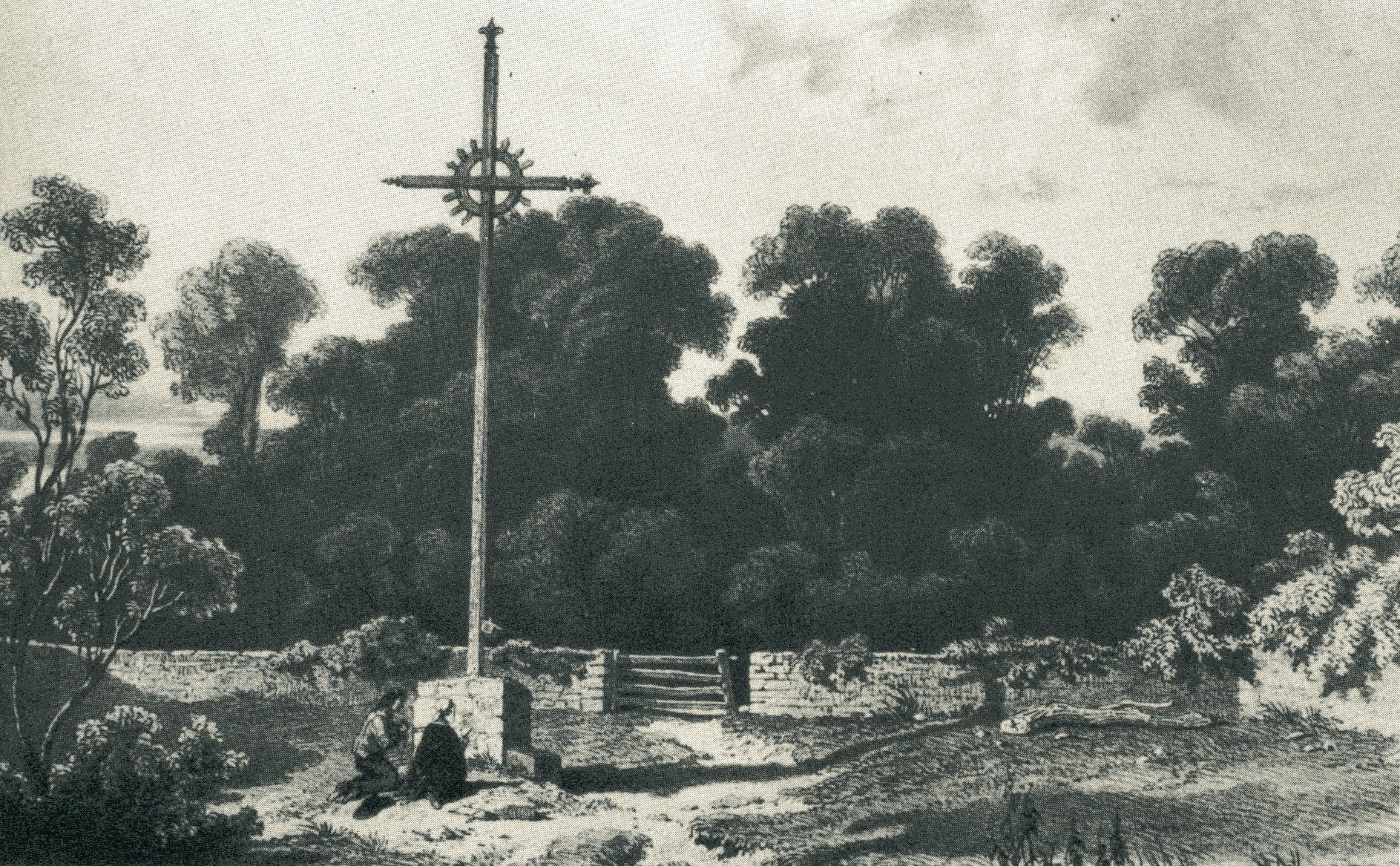
Bosc de Vezins, el "Cementiri dels Màrtirs".

La batalla d'Ouleries va tenir lloc durant la guerra de Vendée.

## La batalla
El 25 de març de 1794, aprofitant una retirada de l'exèrcit de Stofflet davant la columna de Grignon, la 10a columna incendiària comandada pel general Joseph Crouzat va sortir de Cholet per buscar el bosc de Vezins. Els republicans només van trobar ferits, dones i nens que van ser immediatament massacrats: es van comptabilitzar 1.200 víctimes.
Stofflet es va assabentar del que havia passat només dos dies després i tan bon punt va saber de la massacre, els seus soldats van cridar venjança pels assassinats comesos a les seves famílies. L'endemà va reunir les seves tropes juntament amb les de Bernard de Marigny, i van atacar el castell de l'Ouleries on estava assentada la columna de Crouzat. Els vendeans van atacar els republicans, forçant-los ràpidament a fugir, molts d'ells es van rendir però la ira de molts vendeans no els va estalviar i van ser executats, molts centenars de republicans van morir en aquesta batalla.